# Eriodes
Eriodes é um género botânico pertencente à família das orquídeas (Orchidaceae).